# Ясная Поляна (Кувшиновский район)
Я́сная Поля́на — хутор в Кувшиновском районе Тверской области России. Входит в состав Прямухинского сельского поселения.

## География
Хутор находится на западе центральной части Тверской области, в зоне хвойно-широколиственных лесов, на расстоянии примерно 23 километров (по прямой) к юго-востоку от Кувшинова, административного центра района. Абсолютная высота — 214 метров над уровнем моря.

### Климат
Климат характеризуется как умеренно континентальный, с прохладным летом и относительно мягкой зимой. Средняя температура воздуха самого холодного месяца (января) — −10 — −9 °C, средняя температура самого тёплого (июля) — 17 — 18°С. Годовое количество атмосферных осадков составляет около 540—750 мм, из которых большая часть выпадает в тёплый период. Среднегодовая скорость ветра варьирует в пределах от 3,5 до 4,2 м/с.

### Часовой пояс
Хутор Ясная Поляна, как и вся Тверская область, находится в часовой зоне МСК (московское время). Смещение применяемого времени относительно UTC составляет +3:00.

## Население
| 2008 | 2010 |
| ---- | ---- |
| 0    | ↗1   |